# Citiranje
Citiranje je znanstvena metoda, ki kaže na vire znanstvenih izjav. Sredstvo za to dejavnost so citati, ki so lahko izhodišče za razpravljanje, običajno pa imajo vlogo pritrditve ali kritike oz. argumentiranja. Glavni namen citiranja je intelektualna poštenost. Za vsak navedek tuje misli je avtor dolžan povedati, od kod jo je vzel, ne glede na to, ali je navajal dobesedno ali v povzetku. Poleg tega citat omogoča bralcu poiskati primarno literaturo. 

## Označevanje citatov
Pri citiranju si pomagamo z narekovaji. Slovenski pravopis predpisuje takšen tip narekovajev: „xxxx“. V urejevalnikih je privzeta angleška stava “xxxx”. Slovenska tipografska tradicija določa še enojne narekovaje ' xxxx ' za označevanje citatov znotraj citatov in za označevanje slovarskih pomenov besed, npr.: citat (lat. citatio 'poziv'). Slovenske knjižne navednice so takšne: »xxxx«.

## Vrste citiranja
Veliko organizacij je razvilo tip citiranja, ki jim najbolj ustreza, zato obstaja več možnosti za citiranje. Ameriška matematična stroka tako predpisuje način AMS, kemijska ACS, v fiziki se uporablja stil AIP, v biologiji in medicini pa CSE ali CBE. Stil MLA, imenovan po organizaciji Modern Language Association, predpisuje navedbo avtorja in številke citirane strani, saj je to bralcu v pomoč pri iskanju konkretnega besedila. Prav zato je priljubljen v literarnih vedah. Zgodovina uporablja stile, ki omogočajo pisanje v opombi pod črto, npr. Chicago Manual of Style in njegove variante, kot je Turabian. Stil APA, ki ga je definirala organizacija American Psychological Association, predpisuje navedbo avtorja in letnice izida citiranega dela, kar bralcu omogoča hiter pregled spreminjanja raziskovane teme skozi čas. Podoben je tudi stil ASA, oba pa prevladujeta v družboslovju- Pomembno je, da se skozi celotno besedilo držimo enega stila citiranja. Citiramo lahko iz primarne (npr. monografije nekega avtorja) ter iz sekundarne (npr. monografije drugega avtorja o nekem avtorju) literature. 
V grobem poznamo tri možnosti navajanja referenc :
- Vir se navede v oklepaju takoj za citatom v celoti, kar pride v poštev samo pri kratkih spisih z malo sklicevanja na vire.
- Vir se navede v opombi pod črto na isti strani.
- Vir se navede za citatom v skrajšani obliki, na koncu spisa pa je tako potreben še seznam referenc, kjer so skrajšani navedki razvezani in bibliografski podatki o viru navedeni v celoti.

## Možnosti navajanja skrajšanih oblik citata

### Citiranje monografij
V kratki obliki vsebuje vir v oklepaju tik za citatom iz monografije samo naslednje podatke: avtorjevo ime, letnico izida ali/in številko strani. 
Kadar je istega leta izšlo več del enega avtorja, jih je pri navajanju potrebno ločiti z malimi črkami abecede. Če se citira dva avtorja z enakim priimkom, je potrebno navesti tudi ime. Če je avtor citiranega besedila že omenjen, je ponavljanje imena nepotrebno:
| (Zadravec 1976a: 111–21) |

| (ZADRAVEC 1976b: 18) |

| (Zadravec, 1980, 100) |

| (Rajko Korošec 1983) |

| (Tomo Korošec 1988, 81) |

| (1984: 188–90) |

| DOLGAN (1979: 55) |

### Citiranje dramskih verzov
Dramski verzi so citirani po dejanju, sceni ali prizoru in vrstici. Npr. tretje dejanje, drugi prizor in petnajsto vrstica iz Tugomera: 
| Tugomer 3, 2, 15 (tudi: 3.2.15) |

Če naenkrat citiramo dve mesti, ju ločimo s podpičjem: 
| 3.2.15; 3.2.19 |

### Citiranje verzov pesmi
Pred citiranim verzom pesmi lahko navedemo številko speva (pesmi v ciklu) in verza. Šesti verz tretje pesmi Kettejevega cikla Na molu San Carlo: 
| III, 6 Če pa v žitja se snideva struji, |

### Citiranje Biblije
Pri citiranju iz Biblije navedemo okrajšavo za knjigo, poglavje ter vrstico. Med oznako knjige in poglavjem ni vejice, med poglavjem in vrstico pa je. Primer: (1Mz 12,5-7) ali (Jn 4,8). 
Če na primer citiramo psalm, uporabimo kratico za knjigo psalma Ps, številko psalma in vrstico, npr. četrta poved oseminšestdesetega psalma: 
| Pravični pa se veselé, vriskajo pred božjim obličjem in se naslajajo v radosti. (Ps 68,4) |

### Citiranje leksikonskih in slovarskih strani
Leksikonskih in slovarskih strani ne citiramo, ker so gesla urejena po abecedi: s. v. (lat. sub voce 'pod geslom'). 

### Citiranje iz enega vira
Kadar ves čas citiramo le iz enega vira, potem vira ne ponavljamo za vsakim citatom, ampak samo prvič, za ostalimi citati pa v oklepaju zapišemo le številko strani, kjer se nahaja citirano besedilo.

## Navajanje citatov v celoti
Možnosti citiranja se razlikujejo glede na tip citiranega besedila.

### Citiranje monografij
Pri citiranju monografij navedemo avtorja, leto izdaje, naslov dela, kraj izdaje in založbo. Npr:
Marko Terseglav, 1987. Ljudsko pesništvo. Ljubljana: DZS.

### Citiranje dnevnikov
Potreben je navedek avtorja, naslov članka, naslov dnevnika, datum objave in številka strani. Primer:
Je. G., 2012. Povprečna neto plača februarja le še 988,47 €. Delo. 16. april. 6-7.

### Citiranje člankov iz revije
Navedemo avtorja, leto objave, naslov članka, ime revije, letnik in številko ter številko strani. Npr:
Mitja Ogrin, 2008. O dveh verzijah romana S poti. Razlike, prikrite v vrsticah. Slavistična revija. 56/I. 19–33.

### Citiranje spletnih strani
Pri citiranju spletnih strani navedemo avtorja, leto kreacije, naslov članka, ime spletne strani, datum kreacije, url naslov in čas zadnjega obiska strani. Primer: Polona Balantič, 2009. Izidor Cankar, S poti. MMC RTV Slovenija. 21. februar. http://www.rtvslo.si/kultura/knjizna-polica/s-poti/158250
V digitalizirani obliki url naslov pretvorimo v hiperpovezavo in ga zapišemo ob imenu spletne strani: Polona Balantič, 2009. Izidor Cankar, S poti. MMC RTV Slovenija. 21. februar.
Standard APA  predpisuje način, kjer je avtor podan s priimkom in začetnico imena, sledi letnica v oklepaju, naslov dela, datum pridobitve in http naslov. Npr.: Vidmar, G. in Jezeršek, A. (2012). Reaktivne kisikove spojine in antioksidanti. Pridobljeno 11. 5. 2012 s http://www.cenim.se/435-a.html Arhivirano 2012-05-04 na Wayback Machine..

## Orodja za vstavljanje citatov
Pri vstavljanju citatov si lahko pomagamo z Microsoftovim orodjem v Wordu 2010 . Izbiramo lahko med slogi Chicago, GB7714, GOST – razvrščanje imen, GOST – razvrščanje naslovov, ISO 690  – prvi element in datum, ISO 690 – številčni sklic, MLA, SIST02 in Turabian. Poiščemo ga na zavihku Sklici in nato Vstavi citat.
Ostala, spletno dostopna orodja se nahajajo na spletnih straneh tujih univerz, npr.: Griffith University Referencing Tool , Harvard Reference Generator  idr.